# Давидов Денис Михайлович
Давидов Денис Михайлович (народився 16 липня 1982 року, м. Дніпропетровськ, Дніпропетровська область, Україна) — український спортсмен та організатор спортивних заходів, голова комісії кіберспорту при Національному олімпійському комітеті України.

## Біографія
Давидов Денис виріс у сім'ї ракетобудівників - батьки Дениса працювали на Південному Машинобудівному Заводі (ВО ПМЗ), дід - у Конструкторському Бюро “Південне”.
Денис з дитинства захоплювався спортом, грав у шахи, займався пінг-понгом,  футболом, карате, плаванням, акробатикою, боксом, бадмінтоном.  Бадмінтону присвятив понад 10 років.
У 2011 році Денис очолив Федерацію регбі Дніпропетровської області. Під його керівництвом у 2012 році обласна Федерація повернула м. Дніпропетровськ можливість проведення міжнародних турнірів. Вперше за часи Незалежності України на стадіоні "Метеор" відбувся міжнародний матч між збірними України та Чехії. Україна виграла. Організація проведення турніру під керівництвом Дениса Давидова отримала високу оцінку Федерації Регбі Європи. Завдяки цьому Україна і м. Дніпропетровськ отримали право проведення першого на території України Жіночого Чемпіонату Європи з регбі-7. В межах цього Чемпіонату  Українська збірна посіла друге місце. Разом з тим, Україна отримала право на просування в Елітний Дивізіон регбі-7, а також відбору на Олімпійські ігри.
Федерація регбі Дніпропетровської області під керівництвом Дениса Давидова за підсумками Чемпіонату отримали вищу оцінку А+ від Європейської Федерації Регбі Юніон. Водночас Україна отримала право проведення Чемпіонату Європи з регбі-7 Елітного Дивізіону.
У 2020 році планувалося проведення нового Чемпіонату з регбі-7 у Варшаві. Але через пандемію Covid-19 змагання не відбулися.
У 2020 році Денис Давидов спільно з Сергієм Волковим створює Лігу електронного баскетболу України, а також проводить перший Чемпіонат України. Після успішного проведення Чемпіонату України було вирішено проводити Чемпіонат Європи з електронного баскетболу. Для участі в першому Чемпіонаті зареєструвалося 30 команд, зокрема, Фенербахче, відділення Ліонського Олімпіка LDLS, електронний підрозділ Мюнхенської Баварії та інші.
Пізніше у партнерстві з Федерацією Електронного кіберспорту України була створена Українська еCпортивна Ліга (ESUL).
У 2021 році Дениса Давидова обирають Першим віце Президентом Української Асоціації електронного футболу України.  Місцем проведення першого в Україні Чемпіонат з Електронного футболу від видавця гри Konami було обрано м. Кривий Ріг.  Завдяки співпраці з заступником міського голови Кривого Рогу Сергієм Мілютіним, віце Президентом ФК "Кривбас" Артемом Гагаріним, а також з компанією "Pro Duck" та її лідером Іллею Гречаніновим у Кривому Розі було проведене масштабне шоу для поціновувачів електронного футболу та гравців з більш ніж 20 країн. Організатори за проведення Чемпіонату отримали від Європейської Федерації Електронного спорту, оцінку А+.
Після цього ухвалено рішення про створення Європейської Ліги з Електронного Футболу та Баскетболу, було заплановане проведення низки чемпіонатів. 24 лютого 2022 року через повномасштабне вторгнення РФ в Україну плани змінилися.
Від початку повномасштабного вторгнення Денис Давидов постійно займається волонтерською діяльністю, допомагає ЗСУ.
З метою збору коштів для допомоги ЗСУ було вирішено провести волонтерський благодійний кіберспортивний турнір FIFA 22. Допомогти в організації турніру взявся ФК "Рух" і його лідер з розвитку дитячих шкіл і напрямку майбутнього Олег Шпур. На турнір запросили відомих футболістів і блогерів, як от: Олександра Зінченка, Артема Довбика, Андрія Бєднякова, коментатора та блогера Віктора Вацька, чемпіона Європи та одного з найвідоміших гравців в електронний футбол FIFA Євгена Мостовика (Yozhyk) та інші. У результаті турніру на потреби ЗСУ було зібрано та передано понад 500 тисяч гривень.
Водночас до організації приєдналися Віталій Литвинов, Сергій Марченко, гравець збірної Азербайджану Мехті Мехтізаде. Запросивши найкращих європейських гравців, вони провели перший Турнір з Електронного Футболу еFootball від Konami. Пізніше було проведено новий Чемпіонат України з електронного футболу, Чемпіонат по FIFA.
За підтримки Української ліги електронного спорту проведено низку знакових змагань, як от: перший жіночий турнір в Україні з еFootball, перший відбір на чемпіонат Європи в партнерстві з Федерацією Електронного спорту України.
Наразі Українська ліга електронного спорту працює над створенням Світової Ліги електронного спорту.